# 宮本直毅
宮本 直毅（みやもと なおき、1934年（昭和9年）12月9日）- 2012年10月26日）は、日本の囲碁棋士。兵庫県出身、橋本宇太郎九段門下、関西棋院所属、九段。旧名直道。関西棋院第一位決定戦優勝、名人戦リーグ2期・本因坊戦リーグ2期など。厚みと戦いの棋風。

## 経歴
1949年に橋本宇太郎に入門。1950年初段、関西棋院としての最初の入段となる。1956年五段。1959年、関西棋院第一位決定戦で優勝、七段、本因坊戦リーグ入り。1962年、第2期名人戦リーグ入りし4位、八段。第3期名人戦リーグでは2勝6敗で陥落。1967年関西棋院選手権戦優勝。1969年九段。
1963年日中囲碁交流の訪中団に参加。この時に中国囲棋協会の陳毅名誉主席に関西棋院から名誉七段を贈る役を務めた。またこの後桑原宗久と2人で中国に1か月間残って指導を行った。以後も数多く中国を訪問し、交流を続ける。1974年には訪中団団長として苑田勇一、久保勝昭、村上文祥等と訪中し、聶衛平らと対局した。2006年中日囲棋交流功労賞受賞。同年、中日韓三国囲棋元老戦に出場。
関西棋院の機関誌『囲碁新潮』の編集に、1979年の廃刊まで携わった。囲碁新潮社の社長も担当。また、関西棋院会館の社長もつとめた。
1987年からのテレビ番組「ミニ碁一番勝負」では石井邦生とともに解説役を務める。1989年の日本囲碁規約改定では、関西棋院から改訂委員会委員として参加。1991年まで関西棋院理事。2012年死去、関西棋院賞特別功労賞が追贈された。
門下に大山国夫、牛之浜撮雄、松村修。弟の宮本義久もプロ棋士。

### タイトル歴
- 関西棋院第一位決定戦 1959年
- 関西棋院選手権戦 1967年

### 他の棋歴
- 関西棋院第一位決定戦 準優勝 1962、71、95年

- 名人戦リーグ 1962、63年
- 本因坊戦リーグ 1959、64年
- 日中囲碁交流
  - 1963年 7-4（○呉淞笙、二子×朱金兆、○黄永吉、○陳錫明、×沈果孫、×呉淞笙、○羅建文、×陳祖徳、○張福田、二子○黄良玉、二子○竺源芷）
  - 1974年 6-1（○陳祖徳、○王汝南、○呉淞笙、○華以剛、○陳祖徳、○呉淞笙、×聶衛平）
- 中日韓囲棋元老戦 2006年 1-1（○尹奇鉉、×陳祖徳）

### 受賞等
- テレビ囲碁番組制作者会賞 1991年
- 関西棋院賞山野賞 2001年

## 著書
- 『あなたは何段・級でしょう (1)-(3)』山海堂 1972年、1984年
- 『定石プラス新手!』囲碁新潮 1977年
- 『天下五目の必勝戦略』囲碁新潮 1979年（きっずファイブ 2007年、毎日コミュニケーションズ 2008年）
- 『新手・名場面集 プロ入魂の秘手』碁学社 1982年
- 『クイズ!囲碁序・中・終盤この一手』碁興社 1982年
- 『棋力開発テスト』碁学社 1986年（毎日コミュニケーションズ 2008年）
- 『クイズ!囲碁序盤この一手 (1)-(2)』山海堂 2002年（橋本宇太郎、橋本昌二と共著）
- 『クイズ!囲碁中盤この一手 (1)-(2)』山海堂 2002年（橋本宇太郎、橋本昌二と共著）